# Зновицький Йосип Йосипович
Зновицький Йосип Йосипович (30 грудня 1863, Красне, Ямпільський повіт, Подільська губернія - 25 квітня 1920, Нова Ушиця, Подільська губернія, УНР) – ушицький повітовий комісар УНР.
Середню освіту здобув в Немирівській гімназії. Навчався на юридичному факультеті Московського університету. За участь у політичних виступах був виключений з університету.
З 1893 р. працював нотаріусом у Дунаївцях, згодом – у Новій Ушиці.
У 1917 році очолив новоушицьку Просвіту, почав видавати часопис.
У 1919 році заарештований більшовиками за антибільшовицький напрям його газети. Звільнений з вʼязниці Армією УНР.
У 1920 р. працював ушицьким повітовим комісаром УНР.
Помер від тифу.